# Dieter Horký
Dieter Horký (* 19. Oktober 1943 in Eger, Reichsgau Sudetenland; † 23. Februar 2023) war ein deutscher bildender Künstler, Maler, Designer und berufsständischer Funktionär.

## Leben
Horký wuchs in Hamburg und Köln auf. In den 1960ern studierte er an den Kölner Werkschulen -Bildende Kunst bei Friedrich Vordemberge und Karl Marx- und wurde zum Meisterschüler für Malerei ernannt. 1971 wurde er als Lehrbeauftragter für künstlerische Grundlagen berufen und dozierte bis zur Schließung des Studienganges Malerei 1993 (nach Gründung der Kunsthochschule für Medien Köln).
Horký arbeitete in Köln als freier Künstler und Designer sowie als Interessenvertreter seines Berufsstandes. Er war AStA-Vorsitzender während seines Studiums und Vorsitzender des Berufsverbands Bildender Künstlerinnen und Künstler-NRW (BBK) von 1978 bis 1998 und Sprecher des BBK-Bundesvorstandes in Bonn.
In den 1960er und 1970er Jahren war er Torhüter beim Kölner EK in der Oberliga, der damals zweithöchsten Spielklasse im Eishockey. 1972 war er zudem einer der Mitbegründer des Kölner EC, für den er noch ein Jahr bis zu dessen Aufstieg in die Bundesliga spielte Horký entwarf damals das erste Logo des Vereins, in dem ein Hai zu sehen war. Der KEC trägt daher seitdem auch den Namen „Kölner Haie“. 1973 wechselte er nach Herne zum Herner EV, für den er noch ein Jahr spielte und bei dem er 1974 seine aktive Karriere als Eishockeyspieler beendete.
Er war Sachverständiges Mitglied im Kulturausschuss des Rates der Stadt Köln von 1984 bis 2004. Horký war seit 1985 Mitglied im WDR-Rundfunkrat, seit 1991 Mitglied im Aufsichtsrat der Filmstiftung NRW und Ausstellungskommissar der Köln-Kunst 1 bis 7.
In den 1970er-Jahren war er mit der Künstlerin Ulla Horký verheiratet.